# Медаља за спомен прогласа Краљевине (1882)
Медаља за спомен прогласа Краљевине је било одликовање Краљевине Србије. 

## Историјат
Чланом 4. Закона о орденима и медаљама од 23. јануара (4. фебруара) 1883. године утемељена је "за спомен обновљења Краљевине" посебна медаља с натписом: "Обновиоцима Српске Краљевине благодарна отаџбина". Према тој одредби медаљу су требали добити само краљ, чланови Народне скупштине и министри, који су на дан проглашења Краљевине, 22. фебруара (6. марта)) 1882. године, обављали поменуте функције.
Медаља је прецизно описана Прописом о облику и ношењу краљевских ордена, од 16. (28.) фебруара 1883. године. Према члану 4. Прописа, медаља је сребрна, округла , промјера 22 мм. Око ње се налази сребрни ловоров вијенац ширине 5 мм. На врху медаље, на мјесту гдје се састаје вијенац, сребрни је двоглави орао са полуотвореним крилима. Обје орлове главе додирују краљевску круну која има на врху карику за траку. Прописана висина орла с круном је 26 мм. На лицу медаље налази се државни грб Краљевине Србије, а на наличју натпис у четири реда: ОБНОВИОЦИМА / СРПСКЕ КРАЉЕВИНЕ/ БЛАГОДАРНА/ ОТАЏБИНА. Укупна висина медаље је 68 мм. Трака је трокутаста, с наизмјенично пореданим црвеним и бијелим пругама (четири црвене и три бијеле пруге) и ужим бијелим пругама уз руб. Ширина црвених и бијелих пруга је иста: 5 мм, а бијеле пруге уз руб широке су 1,5 мм. Укупна ширина врпце је 38 мм. Прописом није одређено на којој ће се страни прса медаља носити. Медаље су наручене и израђене у бечкој медаљерској радионици Rothe & Neffe е и врло су ријетке.